# オオハシヨシキリ
オオハシヨシキリ（大嘴葦切、学名：Acrocephalus orinus）は、スズメ目・ヨシキリ科に分類される鳥の一種。
1867年にインドのヒマーチャル・プラデーシュ州ストレジュ河谷で採集された1羽の標本しか知られておらず、存在そのものが疑われていた。
イギリスのバードライフ・インターナショナルが2007年3月9日に発表した所によると、2006年3月27日にタイ・バンコク近くの汚水処理センターでフィリップ・ラウンドによって捕えられた鳥は、DNA分析の結果たまたま変わった外見の個体ではなく、約140年ぶりに再発見されたオオハシヨシキリであると判った。時を同じくして、イギリスの博物館に所蔵されていた、19世紀にインドで採集されたとされる標本もDNA鑑定の結果、同種の個体であることが判明した。

## 保存状態評価
- LEAST CONCERN (IUCN Red List Ver. 3.1 (2001))[1]